# Política educativa

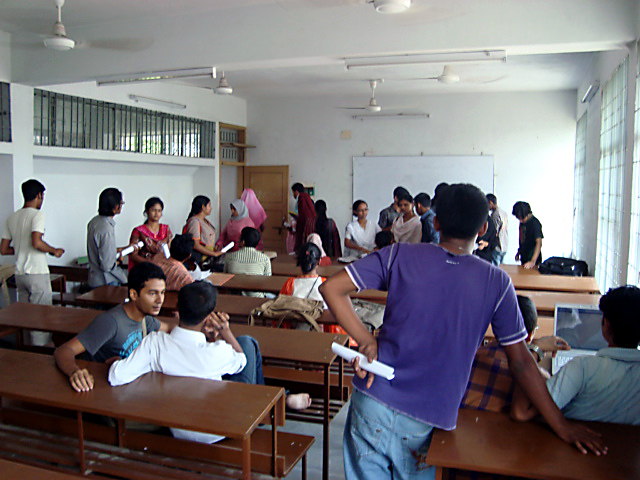
Una clase

La política educativa consiste en los principios y decisiones de gobierno que influyen en el campo de la educación, así como el conjunto de leyes y normas que rigen el funcionamiento de los sistemas educativos. La gobernanza de la educación puede ser compartida de diversas formas entre los gobiernos nacionales, estatales y municipales. Algunos analistas ven la política educativa en términos de ingeniería social.Otras perspectivas la analizan en el marco de las complejas relaciones entre el Estado y la sociedad a partir de la consolidación de los estados modernos.

## Visión general
La educación se lleva a cabo de diferentes formas a través de distintas instituciones, como centros de educación infantil, jardines de infancia, colegios, universidades, institutos de formación profesional, centros de posgrado, establecimientos de educación de adultos y programas de capacitación laboral. 
Los objetivos educativos de estas instituciones influyen en la política educativa y viceversaː la política educativa que se disponga influye en estas instituciones, haciendo que se comporten de la manera establecida en la normativa, o incluso creando nuevas instituciones educativas. La política educativa puede incidir en la educación que reciben las personas de todas las edades.
La educación no es una cuestión técnica (de expertos y sujeta a parámetros objetivos), sino una cuestión política (sujeta a intereses de diversos grupos sociales), por lo que las políticas educativas pueden variar según el grupo que adquiera el poder y que desee trasladar sus intereses a la educación, lo mismo que intentará trasladarlos a la economía y a otras áreas de la sociedad.
Ejemplos de áreas sujetas a debate en la política educativa, específicamente en el campo de las escuelas, incluyen el tamaño de la escuela, el número de alumnos por aula, la elección por parte de los padres de un centro educativo para sus hijos, la privatización de la escuela, la policía en las escuelas, el seguimiento, la selección de docentes, la certificación de lo aprendido, la remuneración de los docentes, los métodos de enseñanza, el contenido del plan de estudios (llamado currículo), requisitos para que el alumnado se gradúe, inversión en infraestructura escolar y los valores que se espera que las escuelas defiendan y modelen.
La política educativa trata de dar respuesta a 2 cuestiones principalesː
1. Qué se enseñaː y en particular qué no se enseña (ver Pin parental). Por ejemplo, las políticas educativas conservadoras intentan que no se enseñen materias como teoría de la evolución,[8] educación sexual, diversidad, etc.
2. Cómo se enseñaː en aulas mixtas o separadas por sexos, con qué ratios de alumnos por clase, con profesorado a sueldo directo del Estado o de entidades privadas, con qué becas, con qué financiación, etc.

## Instrumentos de la política educativa
Quienes están en el poder disponen principalmente de 4 instrumentos para llevar adelante su política educativaː
1. Las leyes educativas[7] (y su normativa asociadaː reglamentos, etc.)ː definen toda clase de aspectosː currículo, ratios, financiación, becas, lenguas, etc.
2. El planeamiento: implica el diseño de estrategias que traducen los principios establecidos en los marcos normativos o leyes, en acciones concretas para el ámbito educativo. Esta planificación se desarrolla en distintos niveles según su alcance (planes, programas, y proyectos educativos). [9]
3. La inspección o supervisión educativa, encargada de hacer cumplir lo anterior. Existe en muchos países, pero no en todos, y adopta diversas formas.[10]
4. Los medios de comunicaciónː pueden propiciarse programas especiales de radio o de televisión, podcast de Internet, vídeos en YouTube, campañas publicitarias, etc.

## Análisis de la política educativa
El análisis de la política educativa es el estudio académico de estos principios y decisiones políticas que influyen en la educación. Busca responder a preguntas sobre el propósito de la educación, los objetivos (sociales y personales) que pretende alcanzar, los métodos para alcanzarlos y las herramientas para medir su éxito o fracaso. 
La investigación destinada a informar la política educativa se lleva a cabo en una amplia variedad de instituciones y en muchas disciplinas académicas. Por ejemplo, los investigadores están afiliados a escuelas y departamentos de educación, políticas públicas, psicología, economía, sociología y desarrollo humano. Además, la sociología, las ciencias políticas, la economía y el derecho son disciplinas que pueden utilizarse para comprender mejor cómo funcionan los sistemas educativos, cuáles son sus impactos y cómo se pueden cambiar las políticas por diferentes razones. 
La política educativa a veces es considerada un subcampo de la política social y las políticas públicas. Se pueden encontrar ejemplos de análisis de políticas educativas en revistas académicas como Education Policy Analysis Archives y en centros de políticas universitarias como el Centro Nacional de Políticas Educativas ubicado en la Universidad de Colorado Boulder.

## Características de las principales políticas educativas
A grandes rasgos, las políticas educativas se pueden clasificar en conservadoras y progresistas.
Las características que suelen presentar las políticas educativas conservadoras (de derechas, a veces calificadas peyorativamente de "reaccionarias") sonː
- más desconfianza hacia el profesorado
- mayor énfasis en los contenidos que en las habilidades[11]
- mayor intervención en el currículo
- preponderancia de los valores nacionales sobre los universales
- más centralismo
- búsqueda de la calidad o excelencia,[13] es decir, que los potencialmente mejores alumnos desarrollen plenamente sus capacidades
- favorecimiento de la enseñanza de la religión dominante[14]
- fomento de la intervención privada en la educación[14]

En cambio, generalmente las políticas educativas progresistas (de izquierdas)ː
- confían más en el profesorado
- potencian las habilidades sobre los contenidos
- intervienen menos en el currículo
- favorecen la laicidad (término controvertido con laicismo)
- propician la descentralización
- recortan la intervención privada en la educación
- tratan de reducir la desigualdad social a través de la educación[14]
- buscan la equidad,[13] es decir, integrar a los peores alumnos, que nadie se quede atrás
- ponen más énfasis en la integración[11]

## Resultados de los 2 tipos de políticas educativas
Una forma de comparar los resultados de las diferentes políticas educativas llevadas a cabo en distintos países es cotejar las puntuaciones medias que obtiene el alumnado en el Informe PISA. Como las políticas progresistas son inclusivas (intentan mantener en el sistema educativo a tantos alumnos como sea posible durante el máximo tiempo posible), mientras que las conservadoras son selectivas o competitivas (favorecen que los peores alumnos salgan del sistema educativo), los resultados de las primeras son peores.
Es importante destacar que políticas educativas análogas aplicadas en distintos países producen resultados muy diferentes entre los países, e incluso dentro del mismo país.
También hay que tener en cuenta que algunos países tienen una política educativa bastante permanente, mientras que en otros cambia con frecuencia.

## Reforma educativa en Estados Unidos
Durante los últimos 30 años, los formuladores de políticas han aumentado constantemente su implicación en los niveles de gobierno estatal y federal de las escuelas estadounidenses. Según la Décima Enmienda a la Constitución de los Estados Unidos, los gobiernos estatales tienen la principal autoridad en materia de educación. Los gobiernos estatales gastan la mayor parte de sus presupuestos en financiar escuelas, mientras que sólo una pequeña porción del presupuesto federal se asigna a la educación.
La Administración federal desempeña su papel en la educación basándose en políticas educativas estatales y locales. Con el tiempo, el papel del gobierno federal creció a través de políticas educativas federales que afectaron la financiación y la evaluación de la educación. Por ejemplo, la Ley de Educación para la Defensa Nacional (NDEA) se estableció en 1958 para aumentar la financiación federal a las escuelas, y la Evaluación Nacional del Progreso Educativo se creó para seguir y comparar el desempeño de los estudiantes en materias académicas en todos los estados. Además, en 1979 se creó el Departamento de Educación de los Estados Unidos (equivalente a un Ministerio de Educación).

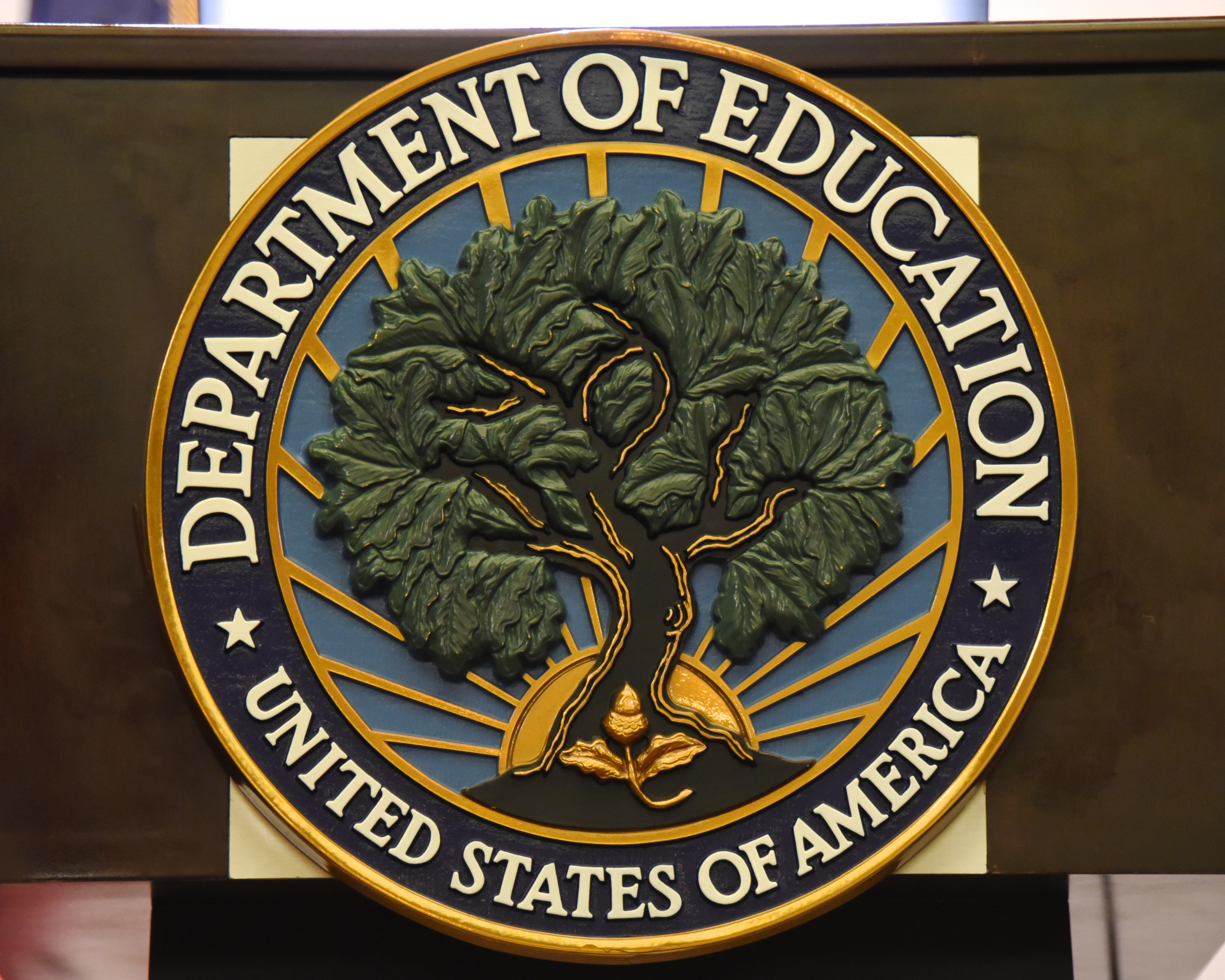
Sello oficial del Departamento de Educación de Estados Unidos

Actualmente, la reforma educativa se considera una "red enmarañada" debido a la naturaleza de la autoridad educativa. Algunas políticas educativas se están definiendo a nivel federal, estatal o local y, en la mayoría de los casos, se solapan. Esta forma de autoridad ha llevado a muchos a creer que existe una ineficiencia en la gobernanza educativa. 
En comparación con otros países de la Organización para la Cooperación y el Desarrollo Económicos (OCDE), la gobernanza educativa en Estados Unidos está más descentralizada y la mayor parte de su autonomía se encuentra dentro de los niveles estatal y distrital. La razón de esto es que los ciudadanos estadounidenses ponen énfasis en los derechos individuales y temen que el Gobierno federal se extralimite. Un informe reciente del Centro Nacional de Educación y Economía cree que el sistema educativo no es coherente ni es probable que experimente mejoras debido a su naturaleza.
Un análisis crítico de la teoría racial de la historia de la reforma educativa en los Estados Unidos revela la influencia del racismo sistémico en la política educativa. Históricamente, los cambios en las políticas educativas han sido el resultado de avances generados por las protestas, y esos avances han encontrado rechazo.
En el estado de Texas, durante la Legislatura 84, hubo varios proyectos de ley de reforma educativa presentados y patrocinados por muchos grupos de reforma educativa, como Texanos por la Reforma Educativa. Los legisladores quieren crear una mayor participación a nivel local y más transparencia en las escuelas públicas. Estos grupos están siendo presionados y rechazados por los sindicatos de docentes, diciendo que las políticas de rendición de cuentas y transparencia están dirigidas a los educadores y que están tratando de responsabilizarlos por el sistema educativo.

## Igualdad de género

20 países cuyos planes para el sector educativo fueron revisados desde una perspectiva de igualdad de género

Los datos y la evidencia oportunos y de calidad son clave para la formulación de políticas que promuevan la igualdad de género en y a través de la educación. También para la puesta en práctica de estas políticas. Estos datos pueden ayudar a los países a identificar y analizar patrones y tendencias de género, y a planificar y orientar mejor los recursos para abordar las desigualdades de género. También pueden ayudar a identificar e informar intervenciones que influyan en la participación, el aprendizaje y el empoderamiento, desde la primera infancia hasta la educación terciaria y más allá.
Si bien el marco de seguimiento del objetivo de desarrollo sostenible número 4  (educación de calidad) es un paso adelante en el proceso de políticas, un marco de seguimiento completo para la igualdad de género en y a través de la educación debería incluir indicadores que consideren:
- Normas sociales y de género
- Valores y actitudes (muchos de los cuales pueden verse influidos por la educación)
- Leyes y políticas intrínsecamente educativas, así como otras que influyan en la educación
- Distribución de recursos
- Prácticas y entornos de enseñanza y aprendizaje[27][28]

Se necesitan esfuerzos para rastrear las disparidades en los contextos de aprendizaje informal con un enfoque de educación permanente, y para garantizar que se recopilen datos sobre los más excluidos.